# Kenji Nishiyama
Kenji Nishiyama (jap. 西山 健治, Nishiyama Kenji; * um 1950) ist ein japanischer Studio- und Jazzmusiker (Posaune).
Kenji Nishiyama arbeitete in der japanischen Jazzszene ab den 1970er-Jahren u. a. mit Nobuo Hara and His Sharps & Flats (Smashing, 1978), bei Tatsuya Takahashi und dessen Bigband Tokyo Union sowie im Trio von Tatsuya Takahashi und in der Fusionband Zoom (Zooomin’, mit Naoki Kitajima, Kazumasa Akiyama, Nobuyoshi Ino, Motohiko Hino, Kimiko Itoh). In den 1980er-Jahren spielte er noch mit Kazuao Yashiro, Harumi Lameko, Masahiko Ozu, Yasuko Agawa und Sadao Watanabe (Good Time for Love, 1986). Im Bereich des Jazz listet ihn Tom Lord zwischen 1978 und 1991 bei 14 Aufnahmesessions, zuletzt in der Bigband von Takeshi Inomata. Als Studiomusiker arbeitete er außerdem mit Akina Nakamori, Akira Senju, Kaoru Wada, mit der Rockband Mescaline Drive um die Sängerin Yoko Itsumi und mit dem Popduo Aming (mit Haruko Kato und Takako Okamura).

## Diskographische Hinweise
- Tatsuya Takahashi 3 X Takeshi Inomata 3:  Impression (Audio Lab, 1980)